# Navarredonda y San Mamés
Navarredonda y San Mamés ist eine Gemeinde (municipio) mit 151 Einwohnern (Stand: 2024) in der Autonomen Gemeinschaft Madrid im Zentrum Spaniens. Die Gemeinde besteht aus den Ortschaften Navarredonda und San Mamés. Der Verwaltungssitz ist in Naverredonda.

## Lage und Klima
Navarredonda y San Mamés liegt etwa 85 Kilometer nördlich von Madrid in einer durchschnittlichen Höhe von ca. 1400 m. Der höchste Punkt des Gemeindegebiets ist der Reajo Alto mit 2100 m.

## Bevölkerungsentwicklung
| Jahr      | 1970 | 1981 | 1991 | 2001 | 2011 | 2021 |
| Einwohner | 196  | 122  | 100  | 110  | 138  | 141  |

## Sehenswürdigkeiten
- Michaeliskirche (Iglesia de San Miguel Arcángel)
- Kapelle San Mamés (Ermita de San Mamés)
- Rathaus
- Wasserfall von San Mamés

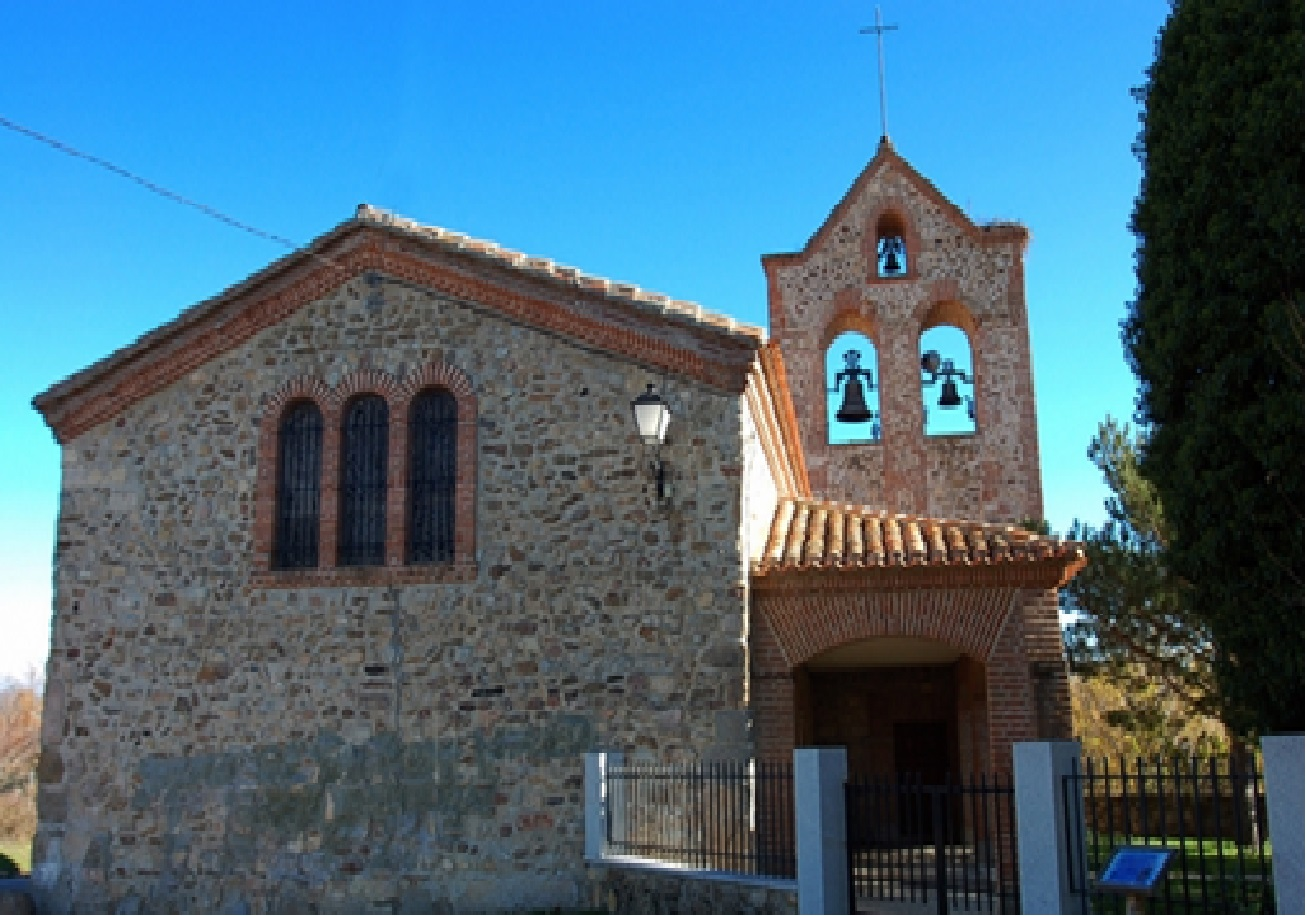
Kapelle San Mamés
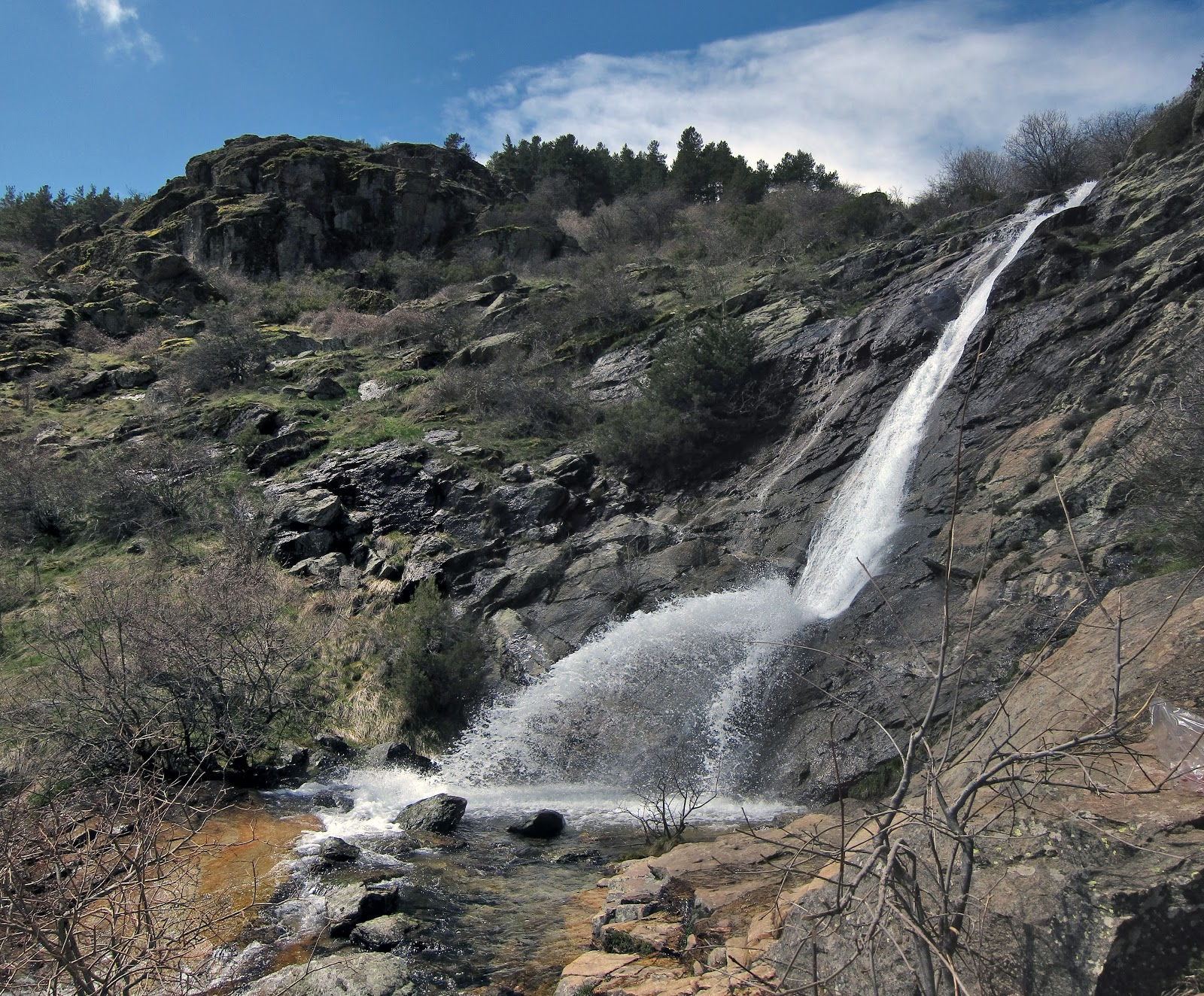
Wasserfall von San Mamés